# Colossus

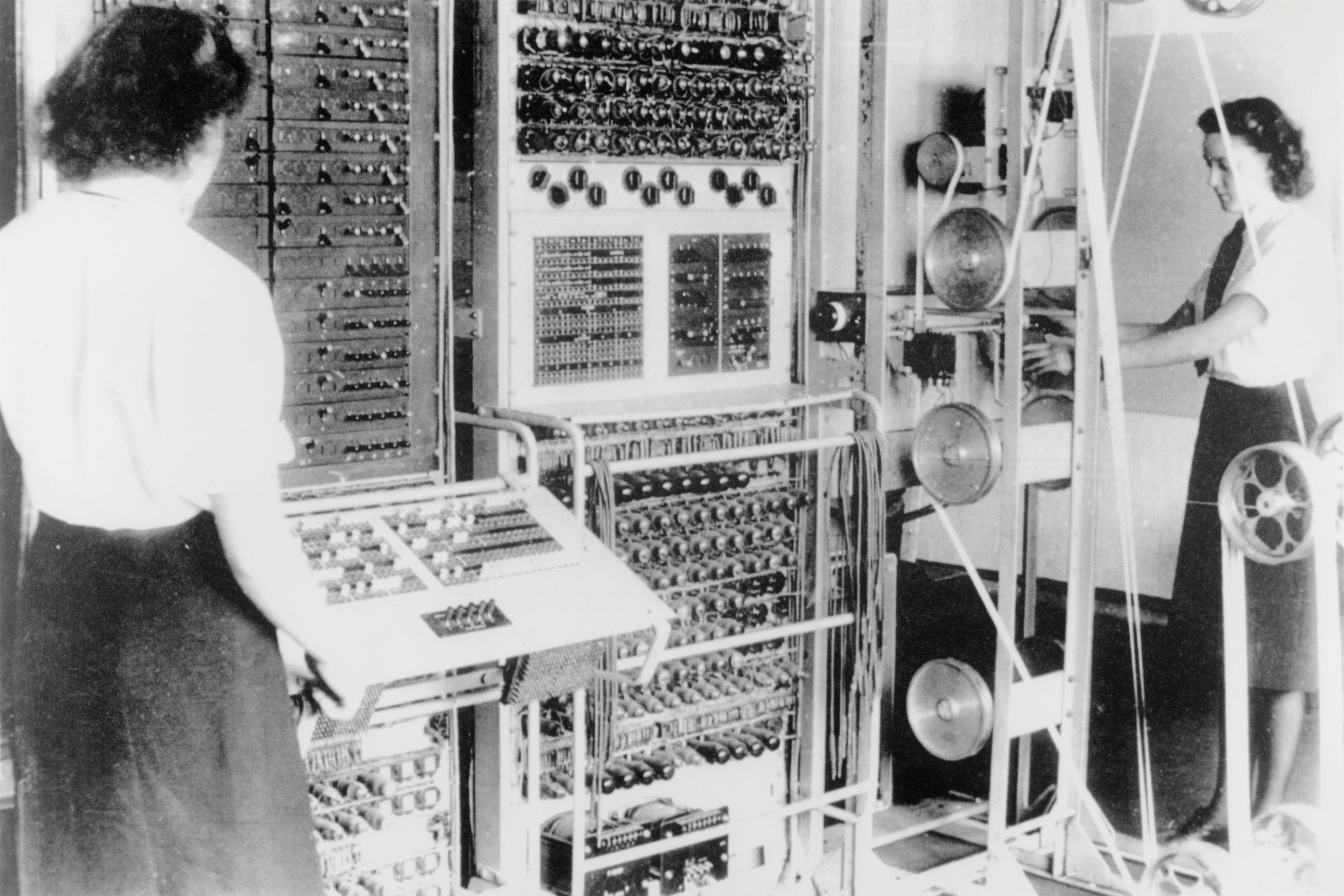
Colossus Mark II.

Colossus – seria programowalnych maszyn cyfrowych oparta na teoretycznych podstawach prac Alana Turinga. 
Projektem Colossus kierowali Max Newman i Tommy Flowers, uczestniczył w nim również Alan Turing.
Colossus został zbudowany przez Toma Flowersa i uruchomiony 14 kwietnia 1943 roku w brytyjskim ośrodku kryptograficznym Bletchley Park (80 kilometrów na północ od Londynu). Składał się z 1500 lamp elektronowych, posiadał czytnik taśmy perforowanej z możliwością wprowadzania danych z prędkością do 5000 znaków na sekundę. Przeznaczony był do zastosowań wojskowych. Służył do rozpracowywania sposobu działania niemieckiej Maszyny Lorenza i łamania jej szyfrów.
W Muzeum w Bletchley Park znajduje się działająca replika Colossusa.